# Olivehurst
Olivehurst ist ein census-designated place (CDP)  im Yuba County im US-Bundesstaat Kalifornien mit 16.595 Einwohnern (Stand: 2020). Das Ortsgebiet hat eine Größe von 13,0 km².
1992 fand an der Lindhurst High School in Olivehurst das sogenannte Lindhurst High School shooting statt, bei dem drei Schüler und ein Lehrer getötet sowie zehn weitere Personen verletzt wurden. 1997 wurde der Vorfall unter dem Titel Detention: The Siege at Johnson High verfilmt.